# Anna Lena Riedel
Anna Lena Riedel (* 13. Juni 2000 in Göttingen) ist eine ehemalige deutsche Fußballspielerin.

## Karriere

### Im Verein
Riedel begann beim JFV Eichsfeld mit ihrem ein Jahr jüngeren Bruder Luis das Fußballspielen und durchlief verschiedene Landesauswahlen des Niedersächsischen Fußballverbandes (NFV). Über Stationen bei JSG Höhbernsee, SVG Göttingen und SV Eintracht Gieboldehausen. Riedel konnte sich im Sommer 2015 durch gute Leistungen in der C-Jugend des JSG Höhbernsee empfehlen und wechselte in die Elite Schule des Sports und die B-Jugend des FF USV Jena.
Im Sommer 2017 wurde Riedel in die zweite Mannschaft des FF USV Jena befördert und debütierte im Erwachsenenbereich am 3. September 2017 in einem 0:0-Unentschieden gegen TV Jahn Delmenhorst.
Am 5. November 2017 gab Riedel als 17-Jährige ihr Debüt in der Frauen-Bundesliga, als sie bei einer 0:1-Niederlage gegen den 1. FC Köln in der 67. Minute für Annika Graser eingewechselt wurde.
Nach der Saison 2018/2019 beendete sie ihre Fußballkarriere.

### Nationalmannschaft
Am 31. Mai 2016 wurde Riedel erstmals in eine DFB-Auswahl berufen, so spielte sie für die U-16 den Nordic Cup im Juli 2016 in Norwegen. Knapp vier Monate später wurde sie dann mit ihren Vereinskolleginnen Lara Schmidt und Maren Tellenbröker in die deutsche U-17-Nationalmannschaft berufen.

## Persönliches
Riedel besuchte das Eichsfeld-Gymnasium in Duderstadt und anschließend von 2015 bis 2018 das Staatliche Sportgymnasium „Joh. Chr. Fr. GutsMuths“ in Jena, mit dem sie im Mai 2017 bei der Weltmeisterschaft der International School Sport Federation in Tschechien die Bronzemedaille holte.